# Христо Павлов (опълченец)
Христо Павлов Георгиев е български опълченец.

## Биография
Христо Павлов е роден в 1848 година в град Охрид, тогава в Османската империя, днес в Северна Македония. По време на Сръбско-турската война от 1876 година е в четата на Панайот Хитов, която действа срещу османците във Видинско. При избухването на Руско-турската война в 1877 година се включва в Българското опълчение и на 28 април 1877 година е зачислен в І опълченска дружина, 4 рота. Уволнява се от опълчението на 1 юли 1878 година.
След създаването на Княжество България се установява в Кюстендил, където работи в полицията като стражар. По-късно става кръчмар. При избухването на Сръбско-българската война в 1885 година отново се зачислява в Българската армия и участва във военните действия, като служи във 2 ескадрон на 3 конен полк от 14 октомври 1885 до 1 януари 1886 година.
Умира в Кюстендил на 15 април 1914 година.